# マハマト・デビ
マハマト・イブン・イドリス・デビ・イトゥノ（アラビア語: محمود بن إدريس ديبي إتنو, フランス語: Mahamat Idriss Déby Itno, 1984年4月4日 - ）は、チャドの軍人。現在、同国大統領。父は前大統領のイドリス・デビで、イドリスがチャド北部で軍の指揮にあたっていた際に急死した2021年4月20日、暫定軍事評議会議長として権力を掌握した。マハマト・カカの通称で知られる。

## 経歴
チャド国内、次いでフランスのエクス＝アン＝プロヴァンスにある士官学校で軍事教育を受けた。2006年4月、首都ンジャメナを反政府勢力の襲撃を受けた際に初めて実戦を経験した。のちアブー・バクル・アル・サイード将軍に従ってチャド東部を転戦し、少佐に昇進した。2009年5月のアム・ダムの戦いで自ら政府軍を率い、反政府軍を破った。
2013年2月には、マリ北部のイフォガス山地を拠点とする反政府軍と交戦（イフォガスの戦い）。反政府軍の基地を壊滅させ、「非常に大きな」戦果を挙げたが、これによって特殊部隊司令官のアブドゥル・アズィーズ・ハッサン・アダムなど、26名が死亡した。マハマットはマリ北部のチャド軍部隊の全権を掌握しており、同地の反政府軍に対して先頭に立ち作戦を展開している。
2021年4月20日、マハマトの父のイドリス・デビがチャド変革友愛戦線 (FACT) の手によって殺害されると、軍は政府と国会を解散し、マハマト率いる暫定軍事評議会が以後18か月間、国内を統治すると表明した。憲法に代わって新たに発布された憲章によって、マハマトは暫定大統領および軍の最高指導者とされた。9月24日には93名の議員を指名し、暫定議会を発足させた。
大統領職継承に関する憲法の規定を無視した暫定軍事評議会の設置には、チャド国内の政治関係者からもクーデターとする声が上がった。すなわち、憲法にのっとるならば、暫定大統領に就任すべきは国会議長のハルーン・カバディであり、かつ、暫定大統領就任45日後から90日後の間に選挙が実施されなければならない。しかし、チャドの外交上の同盟国であるフランスは、反乱軍によって引き起こされた「非常事態」を理由にこの展開を擁護した。一方、FACTは「チャドは君主国ではない」とする声明を発し、ンジャメナに侵攻し、マハマトを権力の座から引きずり下ろすまで戦いを継続すると、新政権を公然と脅迫した。
暫定軍事政権の統治期間は2022年10月下旬に終了する予定であったが、同年10月1日に2年間延長が決議された。10月10日に暫定大統領に就任。
2023年7月26日に隣国ニジェールで軍事クーデターが発生した際には直後に首都ニアメを訪問してクーデター実行部隊の副リーダー、サリフォウ・モディ将軍と会談し、政権を手放すよう伝えたほか、大統領の座を追われたモハメド・バズムとも会談し、その際の写真はクーデター後にバズムの健在を世界に示す写真となった。これが軍事クーデター発生以来、はじめてニジェール入りした外国首脳であった。ニジェール軍事政権に対して軍事介入をほのめかすほど圧力を強めつつあった西アフリカ諸国経済共同体(ECOWAS)に対しては、ボラ・ティヌブ議長（ナイジェリア大統領）にチャドが非加盟国であるにもかかわらず会談直後に内容を報告した。
2024年5月6日に行われた大統領選挙で6割強を得票して当選した。
2025年1月8日、首都ンジャメナにある大統領官邸（通称ローズ宮殿）が襲撃された。24人の襲撃犯は、大統領官邸のセキュリティゲートから侵入を試みたが、治安部隊と交戦。デビ大統領は当時大統領官邸内にいたが、後に声明を発表し、自分が襲撃の標的になったとの見方を示した。事件の結果、襲撃犯18人と大統領警護官1人の計19人が死亡した（「2025年ンジャメナ襲撃事件」を参照）。